# Campionato brasiliano di rugby a 15 2006
Il Campionato brasiliano di rugby 2006 (Campeonato brasileiro de rugby de 2006 in portoghese) è stata una competizione promossa dalla ABR (Associação Brasileira de Rugby) con otto squadre partecipanti.
La squadra vincitrice è stata il Rio Branco Rugby Clube di San Paolo, che ha conquistato il suo quarto titolo.

## Formula
Le otto squadre furono divise in due gruppi da 4 le quali incontrarono le squadre dell'altro gruppo (4 partite). Le prime in classifica del proprio gruppo incontrarono in semifinale le seconde dell'altro gruppo.

## Squadre partecipanti
| Gruppo | Squadra      | Città               | Stato          |
| ------ | ------------ | ------------------- | -------------- |
| B      | Bandeirantes | San Paolo           | San Paolo      |
| B      | Curitiba     | Curitiba            | Paraná         |
| B      | Desterro     | Florianópolis       | Santa Catarina |
| A      | Niterói      | Niterói             | Rio de Janeiro |
| A      | Rio Branco   | San Paolo           | San Paolo      |
| B      | RJ Union     | Rio de Janeiro      | Rio de Janeiro |
| A      | São José     | São José dos Campos | San Paolo      |
| A      | SPAC         | San Paolo           | San Paolo      |

## Incontri

### 1 Giornata
| Curitiba 15 luglio | Curitiba | 0 – 32 | São José |  |

| San Paolo (Brasile) 15 luglio | Rio Branco | 23 – 22 | Desterro |  |

| San Paolo (Brasile) 15 luglio | SPAC | 108 – 5 | RJ Union |  |

| San Paolo (Brasile) 22 luglio | Bandeirantes | 20 – 20 | Niterói |  |

### 2 Giornata
| Curitiba 5 agosto | Curitiba | 16 – 43 | Rio Branco |  |

| Florianópolis 5 agosto | Desterro | 17 – 15 | São José |  |

| Niterói 5 agosto | Niterói | 116 – 0 | RJ Union |  |

| San Paolo (Brasile) 5 agosto | SPAC | 12 – 8 | Bandeirantes |  |

### 3 Giornata
| San Paolo (Brasile) 12 agosto | Bandeirantes | 13 – 17 | Rio Branco |  |

| Curitiba 12 agosto | Curitiba | 18 – 24 | Niterói |  |

| Palhoça 12 agosto | Desterro | 13 – 24 | SPAC |  |

| São José dos Campos 12 agosto | São José | 222 – 0 | RJ Union |  |

### 4 Giornata
| Niterói 19 agosto | Niterói | 30 – 23 | Desterro |  |

| Rio de Janeiro 19 agosto | RJ Union | 0 – 175 | Rio Branco |  |

| São José dos Campos 19 agosto | São José | 13 – 21 | Bandeirantes |  |

| San Paolo (Brasile) 19 agosto | SPAC | 88 – 3 | Curitiba |  |

## Classifiche

### Gruppo A
| Pos | Squadra    | G | V | N | P | Mt | PF+ | PS- | +/-  | B | PT |
| --- | ---------- | - | - | - | - | -- | --- | --- | ---- | - | -- |
| 1   | Rio Branco | 4 | 4 | 0 | 0 | 46 | 258 | 51  | +207 | 2 | 18 |
| 2   | SPAC       | 4 | 4 | 0 | 0 | 40 | 232 | 29  | +203 | 2 | 18 |
| 3   | Niterói    | 4 | 3 | 1 | 0 | 27 | 190 | 61  | +129 | 2 | 16 |
| 4   | São José   | 4 | 2 | 0 | 2 | 47 | 282 | 38  | +216 | 3 | 11 |

### Gruppo B
| Pos | Squadra      | G | V | N | P | Mt | PF+ | PS- | +/-  | B | PT |
| --- | ------------ | - | - | - | - | -- | --- | --- | ---- | - | -- |
| 1   | Bandeirantes | 4 | 1 | 1 | 2 | 10 | 62  | 62  | -    | 3 | 9  |
| 2   | Desterro     | 4 | 1 | 0 | 3 | 8  | 75  | 92  | -17  | 2 | 6  |
| 3   | Curitiba     | 4 | 0 | 0 | 4 | 1  | 37  | 187 | -150 | 1 | 1  |
| 4   | RJ Union     | 4 | 0 | 0 | 4 | 1  | 5   | 621 | -616 | 0 | 0  |

## Semifinali
| San Paolo (Brasile) 26 agosto | Bandeirantes | 8 – 22 | SPAC |  |

| San Paolo (Brasile) 26 agosto | Rio Branco | 32 – 14 | Desterro |  |

## Finale
| San Paolo (Brasile) 7 settembre | Rio Branco | 12 – 8 | SPAC |  |